# Cheilosia chloris
Cheilosia chloris es una especie de sírfido. Se distribuyen por Europa.